# لیندا بارتاشوک
لیندا بارتاشوک (انگلیسی: Linda Bartoshuk؛ زادهٔ ۱۹۳۸ میلادی) یک روان‌شناس برجستهٔ اهل ایالات متحده آمریکا است.
او در شهر ابردین رشد و نمو یافت و دکترای خود را از دانشگاه براون دریافت داشت.
وی به عنوان یک پژوهش‌گر و متخصص در زمینهٔ حواس بویایی و چشایی، شهرت جهانی دارد و هم‌اکنون استاد علوم رفتاری در دانشگاه فلوریداست.
لیندا بارتاشوک از سال ۱۹۹۵ میلادی عضوی از فرهنگستان هنر و علوم آمریکا و از سال ۲۰۰۳ میلادی عضو آکادمی ملی علوم است.